# Рдейский Успенский монастырь
Рдейский Успенский монастырь — недействующий монастырь Новгородской епархии Русской православной церкви, расположенный в Холмском районе Новгородской области.
В своей книге «Рдейский край» Костров, Марк Леонидович описывает состояние монастыря в годы разрухи.

## Местоположение
Монастырь находится на Рдейском озере, окружённом обширным Рдейским болотом, на территории государственного природного заказника «Рдейский», положение о котором было утверждено постановлением Новгородской областной Думы № 114-ОД от 28.12.1994, и ликвидированного постановлением Новгородской областной Думы № 725-ОД от 27.08.2008, впоследствии восстановленного.
Расстояние до райцентра Холма — примерно 30 км, до Старой Руссы — 100. Это малонаселённая и труднопроходимая территория.

## История
Точная дата основания монастыря неизвестна. Считается, что это случилось не ранее второй половины XVII века.
В 1764 году, согласну указу о секуляризации церковной собственности, мужская Рдейская пустынь была упразднена, монастырские земли изъяты в пользу государственной казны, церковное имущество передано в другие монастыри Новгородской епархии. От всего монастырского комплекса осталась только церковь Успения, которая в 1780 году была переведена в разряд приходских. Позднее, по причине её значительной удалённости от жилья, приход был переведён в близлежащую деревню Наволок.
Последующая история Рдейского монастыря тесно связана с купцом А. Н. Мамонтовым. В 1880 году он становится попечителем приходской церкви в Наволоке, в 1883 году, при его содействии, приход переводится обратно в церковь Успения бывшей Рдейской пустыни.
В 1887 году по указу Святейшего Синода монастырь открывается вновь. Согласно новому названию, он характеризуется как женская «житейская обитель с училищем для малолетних детей». Купец Мамонтов оказал этому предприятию финансовую поддержку в размере 6000 рублей.
С этого времени, опять же — при финансовой поддержке А. Н. Мамонтова, в монастыре начинается интенсивное строительство. Описание монастырских построек 1890 года сообщает, что в это время на территории монастыря находились каменная церковь Успения, деревянная часовня, двухэтажный деревянный и трёхэтажный полукаменный жилые корпуса, некоторые хозяйственные постройки, погреба, конюшни, склады для провизии, сараи для дров, хлебный амбар, баня, прачечная, а также каретный двор.
28 мая 1893 года Святейший Синод постановил Рдейскую женскую общину «возвести» в женский монастырь с наименованием «Успенская Рдейская общежительная пустынь». В том же году вокруг монастыря была возведена ограда — восточная сторона каменная, с других сторон — деревянная.
По приглашению игуменьи Евсевии в августе 1896 года в монастырь прибыл новгородский епархиальный архитектор А. Н. Дьяков. По его оценке церковь Успения находилась в аварийном состоянии. При финансовой поддержке купца Мамонтова была запланирована постройка каменного собора на 750 человек.
Возведение нового Успенского собора было начато в 1898 году и закончено в 1902. Автором проекта был академик А. С. Каминский, исполнителем — архитектор И. Т. Барютин. Иконостас был изготовлен московским мастером Захаровым. Пожертвования на строительство от купца Мамонтова составили 150000 рублей. Все расходы превысили сумму в 350000 рублей. Новый храм был освящён 19 сентября 1902 года архиепископом Новгородским и Старорусским Гурием (Охотиным). Он был оборудован современной системой парового отопления.
После революции в монастыре начались волнения среди послушниц. В течение короткого времени сменилось несколько настоятельниц. Монастырь просуществовал до 1932 года, но службы в соборе продолжались до конца 1937 года. Последний настоятель иеромонах Димитриан (Савельев) был арестован 7 декабря 1937 и расстрелян 28 декабря.

## Современное состояние
Постройки монастыря сильно пострадали во время войны. Из них сохранилась только каменная часть ограды 1893 года и Успенский собор, который находится в разорённом аварийном состоянии. Полностью отсутствует кровля, двери и окна, верхнее перекрытие заросло деревьями; из декора сохранились элементы иконостаса из белого венецианского мрамора и остатки итальянской плитки.
Плитка, кровельное железо и другие достойные внимания элементы построек растаскивались как местными жителями так и некоторыми заезжими гражданами. Кроме того, монастырское кладбище нередко подвергалось набегам со стороны так называемых чёрных копателей.
В последнее время возрос интерес к возрождению «Рдейщины», который поддерживается экспедициями мото- и дельтапарапланеристов к Рдейскому монастырю, ежегодно проводимые в феврале-марте начиная с 2001 года. В 2008 году в районе создан благотворительный фонд возрождения Рдейского монастыря «Фонд Рдейский монастырь». Основной целью Фонда являлось консервация, восстановление, охрана и содержание архитектурного памятника и возрождение Рдейского монастыря. При его участии начата консервация храма (покрытие куполов плёнкой) с целью сохранения памятника для его последующего восстановления. Однако в 2020 году фонд был ликвидирован по требованию Министерства юстиции Российской Федерации  из-за отсутствия отчётности. 
31 марта 2024 года общественный деятель Роман Юрьевич Яковлев направил обращение по вопросу сохранения и восстановления объекта культурного наследия и православной святыни на имя президента России Путина Владимира Владимировича.  В результате обращение было передано в Министерство культуры Российской Федерации где монастырь согласились сохранить по федеральной программе «Развитие культуры». После чего вопрос передали в регион для дальнейшей проработки по сохранению.  В сентябре 2024 года губернатором Новгородской области, Никитиным Андреем Сергеевичем  было принято решение о проведении государственной историко-культурной экспертизы по отношению к объекту культурного наследия. В декабре 2024 года государственная историко-культурная экспертиза по отношению к Рдейскому Успенскому монастырю была завершена. В январе 2025 года акт государственной историко-культурной экспертизы был направлен Инспекцией государственной охраны культурного наследия, Новгородской области в Министерство культуры Российской Федерации для определения категории охраны. Для участия в государственной программе «Развитие культуры» необходима федеральная категория охраны.
10 марта 2025 года возрождение Рдейской пустыни поддержали лидер группы «Парк Горького», Алексей Белов  и заслуженная артистка России Ольга Кормухина.
13 апреля 2025 года общественник Роман Яковлев обратился к бизнесу с просьбой посодействовать в восстановлении Рдейского монастыря. Обращение совпало с Вербным воскресеньем и Днем мецената и благотворителя.
20 мая 2025 года приказом Министерства культуры Российской Федерации № 881 Успенскому собору Рдейского монастыря присвоен статус объекта культурного наследия федерального значения.